# Welcome to Fabulous Las Vegas

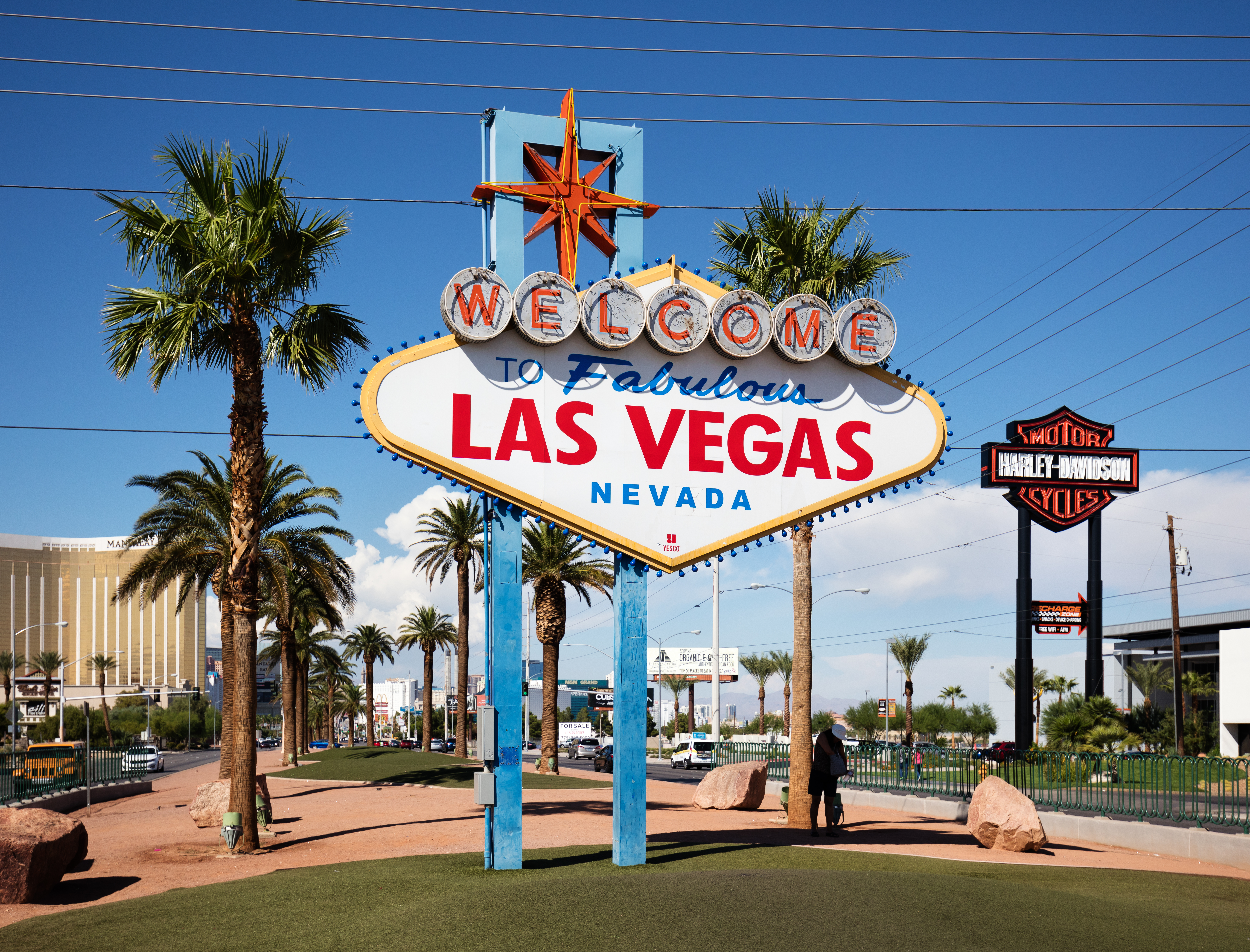
El letrero, justo al sur del Strip de Las Vegas, que le da la bienvenida a los visitantes de la ciudad.

El letrero de Welcome to Fabulous Las Vegas (Español: Bienvenido A la Fabulosa Las Vegas) es un icono del Strip de Las Vegas creado en 1959 por Betty Willis y Ted Rogich para el condado de Clark, Nevada. Willis recibió $4,000 por su trabajo. El diseño es característico del movimiento de la arquitectura googie en la cual era muy popular en esa época. El letrero fue construido por Western Neon. Sobre el paso de los años, el letrero se ha movido más al sur en Las Vegas Boulevard debido al crecimiento de la ciudad. En la parte de atrás del letrero se puede leer las palabras de "Conduzca con cuidado" y "Regrese Pronto". Cuando se ve de cerca, los círculos con las letras de "WELCOME" se pueden observar las monedas de dólar estadounidense.

## Descripción
El letrero está actualmente localizado en Las Vegas Boulevard a través del (ahora cerrada) Klondike Hotel & Casino. Algunos consideran al letrero como el "final del extremo sur del Strip de Las Vegas". El letrero, como la mayoría del strip, se encuentra en la localidad de Paradise y se encuentra aproximadamente cuatro millas al sur de los límites de la ciudad de Las Vegas. (Estas distinciones son usualmente ignoradas tanto por la población local y turística, quienes confunden a toda el área de casinos y el strip como la ciudad de "Las Vegas".) 
En el césped debajo del letrero se pueden observar los signos de corazón, pica, diamante y trébol. 
Con el letrero muy lejos de la ciudad, el Consulado de la Ciudad de Las Vegas erigió otro letrero con las letras de Welcome to Fabulous Downtown Las Vegas o "Bienvenido al Fabuloso Centro de Las Vegas", en Las Vegas Boulevard. En el 2006, otro letrero más grande y casi idéntico que el letrero en Las Vegas Boulevard, se erigió en el centro de la autopista Boulder cerca de la Avenida Harmon.
La imagen del letrero esta mostrada en las matrículas de conducir del estado de Nevada que se publicó para conmemorar el 100 aniversario de la ciudad de Las Vegas en 2005. Archivado el 29 de mayo de 2008 en Wayback Machine.
El letrero es actualmente propiedad de Young Electric Sign Company arrendado por el condado de Clark, mientras que el diseño es de dominio público.

## Historia

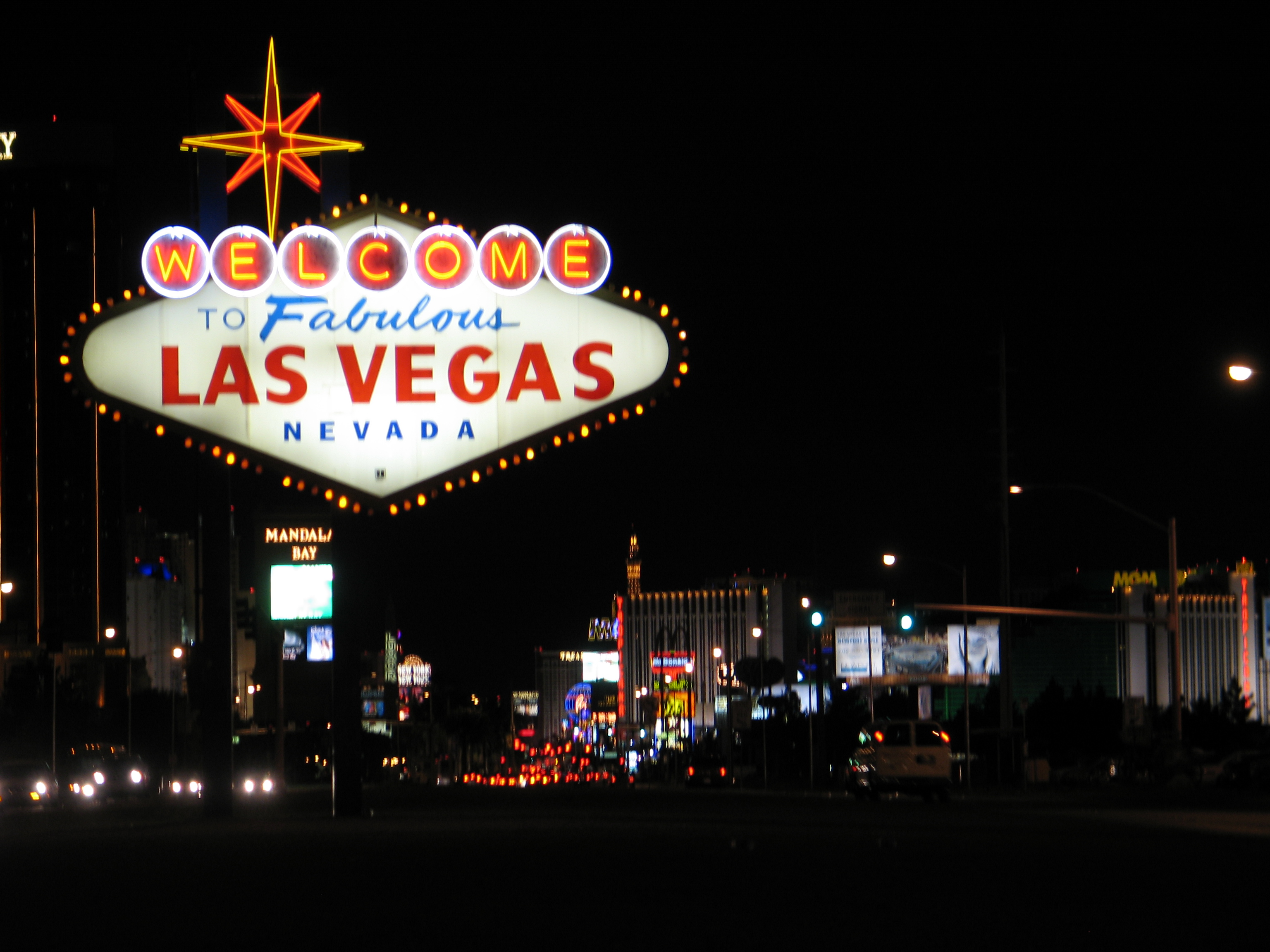
El letrero encendido de noche.

EL 4 de octubre de 1999, el letrero se mantuvo apagado durante un mes cuando la compañía que pagaba por la electricidad que lo mantenía encendido fue comprada por otra compañía que decidió no pagar las facturas de electricidad. Cuando el problema fue resuelto, los pagos de los meses atrasados fueron pagados, y el letrero volvió a funcionar.
El diseño del letrero nunca tuvo derecho de autor; por lo que ha resultado que la imagen del letrero sea usada en souvenirs de Las Vegas, incluyendo versiones pequeñas del letrero que también se encienden.
El 6 de marzo de 2007, una replica del letrero, más grande que el original, fue instalado en Boulder Highway cerca de la avenida Harmon. Como la original, no marca el límite de Las Vegas, sino que "representa la puerta de entrada de Boulder Highway hacia Las Vegas." Esto es según Las Vegas Convention and Visitors Authority.
Las luces de la señal fueron eliminadas y ahora se ofrecen como un recuerdo conmemorativo. OfficialLasVegasLight.com donará una parte de las ganancias para beneficios de caridad. 
El letrero puede verse en la imagen de satélite  entre el Aeropuerto Internacional de Las Vegas y el club de golf Bali Hai.